# خوان پابلو برسسیکی
 خوان پابلو برسسیکی (انگلیسی: Juan Pablo Brzezicki؛ زادهٔ ۱۲ آوریل ۱۹۸۲) یک تنیس‌باز اهل آرژانتین است. 